# Сент-Аман-Сульт
Сент-Ама́н-Сульт (фр. Saint-Amans-Soult, окс. Sant Amanç de Solt) — коммуна во Франции, находится в регионе Юг — Пиренеи. Департамент — Тарн. Административный центр кантона Мазаме-2 Валле-дю-Торе. Округ коммуны — Кастр.
Историческое название коммуны — Сент-Аман-ла-Бастид. Коммуна переименована в 1851 году в честь самого знаменитого своего уроженца — главного маршала Франции (французский аналог генералиссимуса) Никола Жана де Дье Сульта (1769—1851), неоднократно занимавшего пост премьер-министра страны. В коммуне сохранились замок Сультберг, принадлежавший маршалу, и родовая усыпальница Сультов, где он похоронен.
Код INSEE коммуны — 81238.

## География
Коммуна расположена приблизительно в 600 км к югу от Парижа, в 90 км восточнее Тулузы, в 60 км к юго-востоку от Альби.
На севере коммуны протекает река Торе. Большую часть территории коммуны занимают леса.

## Климат
Климат умеренно-океанический. Зима мягкая и дождливая, лето жаркое с частыми грозами. Ветры довольно редки.

## Население
Население коммуны на 2010 год составляло 1677 человек.
| 1962 | 1968 | 1975 | 1982 | 1990 | 1999 | 2010 |
| ---- | ---- | ---- | ---- | ---- | ---- | ---- |
| 1716 | 1732 | 1717 | 1634 | 1677 | 1679 | 1677 |

## Экономика
В 2007 году среди 975 человек в трудоспособном возрасте (15—64 лет) 679 были экономически активными, 296 — неактивными (показатель активности — 69,6 %, в 1999 году было 70,5 %). Из 679 активных работали 604 человека (342 мужчины и 262 женщины), безработных было 75 (37 мужчин и 38 женщин). Среди 296 неактивных 93 человека были учениками или студентами, 133 — пенсионерами, 70 были неактивными по другим причинам.

## Достопримечательности
- Церковь Нотр-Дам (XIII век). Исторический памятник с 1927 года.[4]
- Погребальная часовня семьи Сульт (1845 год). Исторический памятник с 1995 года.[5]
- Замок Сультберг (1828 год). Исторический памятник с 1983 года.[6]
- Бывшие казармы жандармерии (XVI век). Исторический памятник с 1921 года.[7]

## Фотогалерея
- Вид на Сент-Аман-Сульт.
- Церковь Нотр-Дам и погребальная часовня семьи Сульт.
- Замок Сультберг.
- Бывшие казармы жандармерии.
- Военный мемориал.
- Фонтан.